# Jørgen Absalonsen
Jørgen Absalonsen (født 3. december 1921 i Odense) var en dansk arkitekt og landstræner for damelandsholdet i håndbold 1959-1963. Han var træner for det hold som vandt sølv ved verdensmesterskabet 1962 i Rumænien. Han var formand for Jydsk Håndbold Forbund.